# یورو، گیفو
یورو، گیفو (به لاتین: Yōrō, Gifu) یک منطقهٔ مسکونی در ژاپن است که در استان گیفو واقع شده‌است. یورو ۳۱٬۰۵۸ نفر جمعیت دارد.

## خواهرخوانده
شهر باد زوندن آن در تاونوس خواهرخواندهٔ یورو، گیفو هست.

## نگارخانه

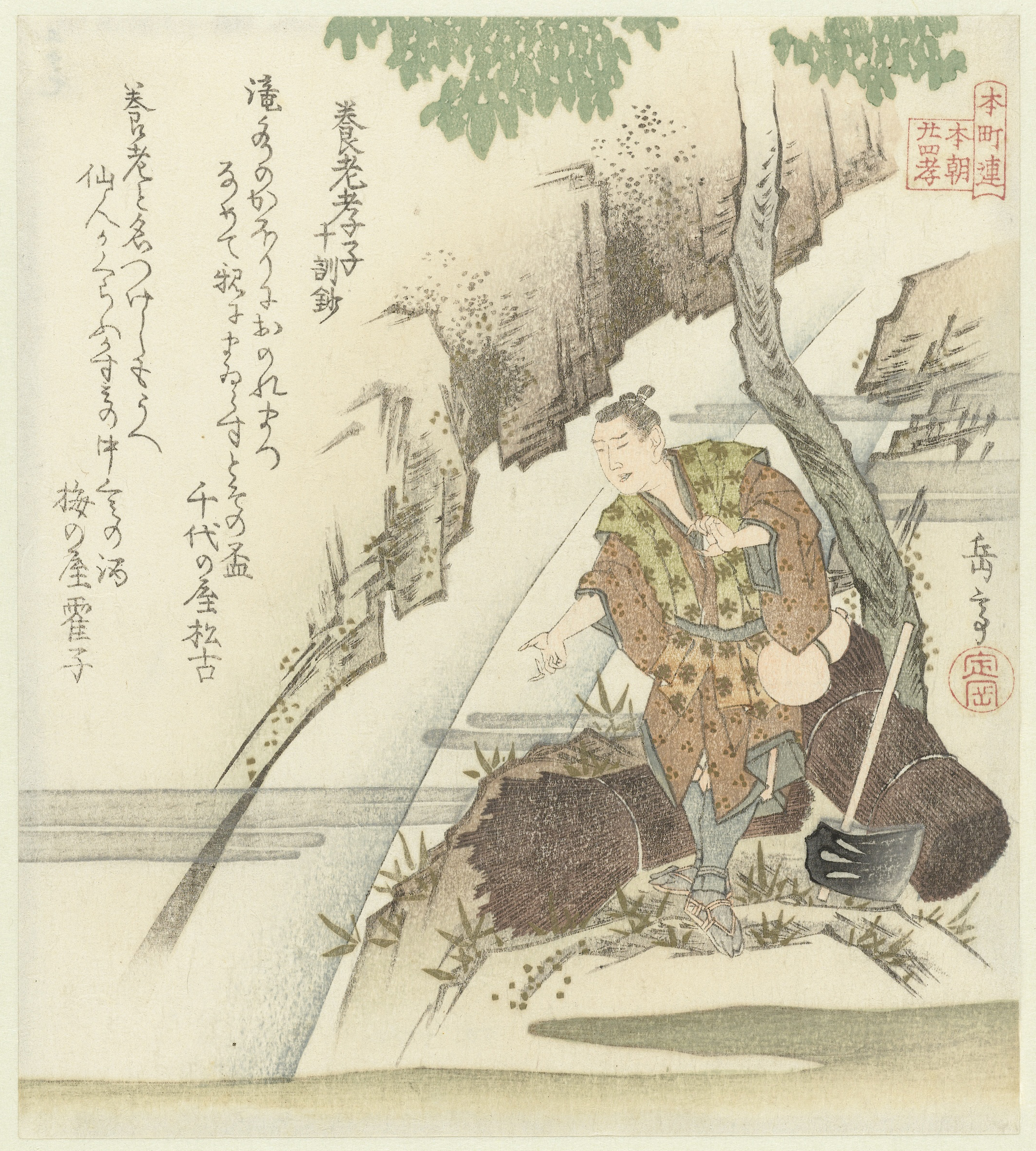
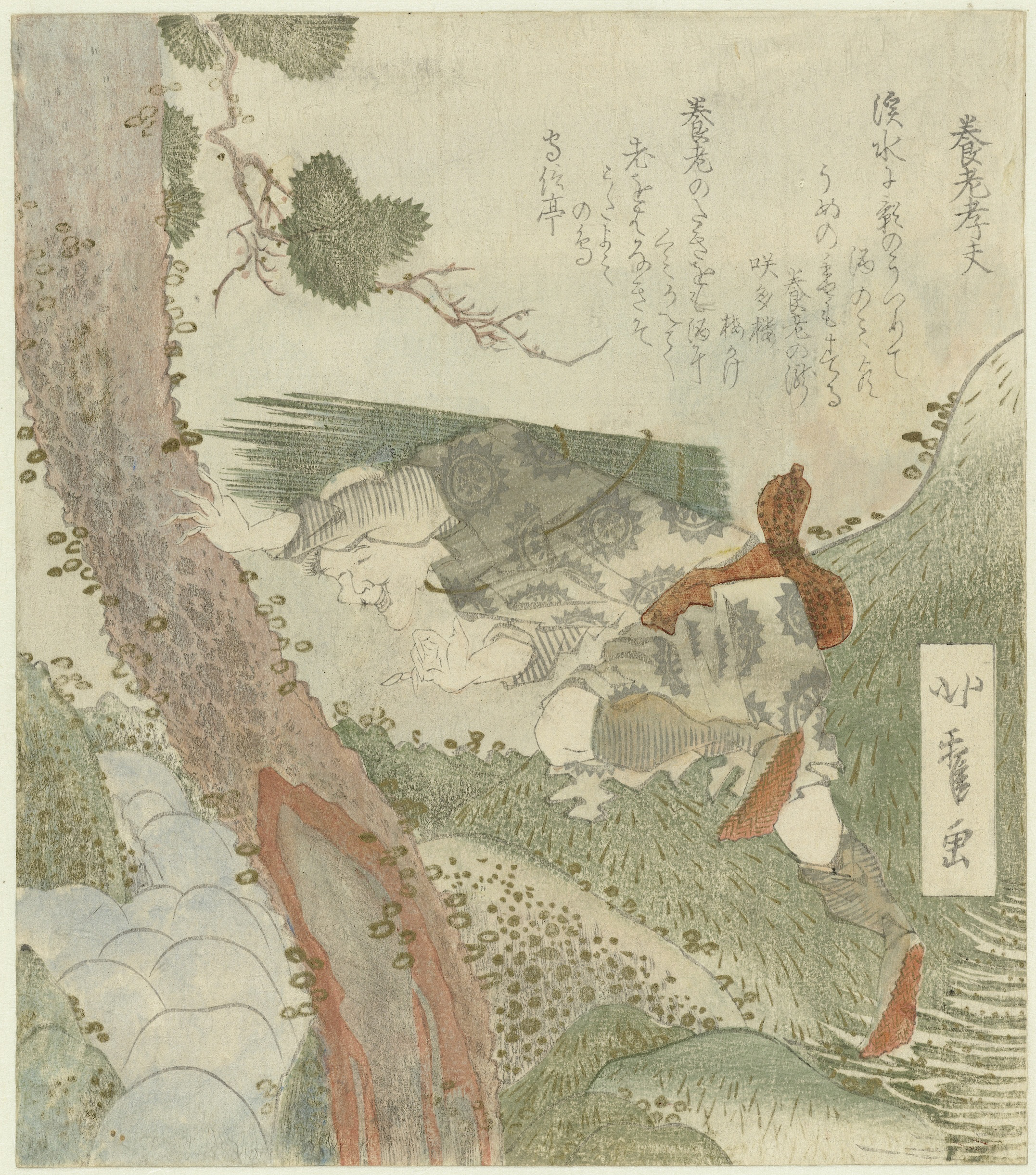